# Мегавирус
Мегавирус (лат. Megavirus) — род нуклеоцитоплазматических ДНК-содержащих вирусов, представленный единственным видом Megavirus chilensis (MGVC).
Мегавирус был открыт в апреле 2010 года в образце морской воды, взятом неподалёку от научной станции Лас Круцес (провинция Сан-Антонио, Чили), однако способен к репликации в клетках пресноводных акантамёб (Acanthamoeba).
При диаметре капсида 440 нм, мегавирус являлся крупнейшим открытым вирусом до июля 2013 года, когда открыли Pandoravirus длиной около 1 мкм и шириной 0,5 мкм. Геном содержит 1 259 197 пар нуклеотидов, что делало его самым большим вирусным геномом среди полностью секвенированных. В нём закодированы 1120 белков, 258 из которых (23 %) не имеют гомологов у мимивируса.